# Асанбаев, Алик
Алик Асанбаев (29 августа 1969) — советский и киргизский футболист, защитник. Выступал за сборную Кыргызстана.

## Биография
Дебютировал на взрослом уровне в 1986 году в составе фрунзенской «Алги», выступавшей во второй лиге. В 1988 году был переведён в ошский «Алай», но спустя сезон вернулся в ведущую команду республики. Всего в первенствах СССР во второй лиге сыграл 133 матча, в том числе 112 — за «Алгу».
После распада СССР продолжал играть за «Алгу». В 1992 году стал победителем чемпионата и обладателем Кубка Кыргызстана. Сезон 1993 года провёл во второй команде «Алги», игравшей тогда в высшем дивизионе, и в её составе стал финалистом Кубка страны.
В национальной сборной Кыргызстана дебютировал 23 августа 1992 года в матче Кубка Центральной Азии против Узбекистана, отыграв все 90 минут. Всего в 1992—1993 годах провёл 4 матча за сборную.
В ходе сезона 1994 года перешёл в клуб «КВТ-Химик» (Кара-Балта), где провёл полтора года. О выступлениях в 1996—1999 годах сведений нет[уточнить]. В 2000—2001 годах снова играл за команду из Кара-Балты.
Дальнейшая судьба неизвестна.